# هرمون مطلق لموجهة الدرقية

الشكل البنيوي للهرمون المطلق لموجهة الدرقية

الهرمون المطلِق لموجهة الدرقية أو الهرمون المطلِق لمنشط الدرقية (بالإنجليزية: Thyrotrophin-releasing hormone)‏ أو TRH. هو هرمون يفرزه تحت المهاد (بالتحديد النواة الوطائية المجاورة للبطين) ويقوم بتحفيز اٍفراز الهرمون المنبه للدرقية (TSH) والبرولاكتين من قبل النخامية الأمامية.